# Voghera
Voghera ist eine italienische Kleinstadt der Poebene mit 38.976 Einwohnern (Stand 31. Dezember 2023) in der Provinz von Pavia, Lombardei. Voghera liegt etwa 60 km südlich von Mailand auf einer Höhe von etwa 100 m s.l.m. am linken Ufer der Staffora. Von 1859 bis 1927 existierte der Kreis Voghera.
Die Stadt ist ein wichtiger Straßen- und Eisenbahnknotenpunkt, was ihre wirtschaftliche Entwicklung begünstigte. Sie ist auch ein bedeutendes landwirtschaftliches Zentrum und hat u. a. Textil-, Maschinen- und Nahrungsmittelindustrie. Zu den Sehenswürdigkeiten der Stadt gehört die aus dem 17. Jahrhundert stammende Kirche San Lorenzo, ferner die aufgrund ihrer roten Backsteinfassade als Chiesa Rossa (Rote Kirche) bezeichnete Kirche Sant’Ilario. Die Adelsfamilie Visconti ließ hier um 1372 eine Burg errichten.
Die Partnerstädte sind Leinfelden-Echterdingen in Deutschland und Manosque (Provence) in Frankreich.

## Geschichte von Voghera
Voghera liegt an der Stelle des vorrömischen ligurischen Ortes Iria. Es blieben Reste aus vorrömischer Zeit erhalten. Nachdem der Konsul Spurius Postumius Albinus 148 v. Chr. die Via Postumia hatte erbauen lassen, gehörte auch Iria zu den an dieser Römerstraße gelegenen Orten. Nach dem Itinerarium Antonini befand sich Iria etwa 25 km nordöstlich von Dertona. Laut antiken Inschriften aus Tortona und Aquileia trug der Ort in späterer römischer Zeit den Namen Colonia Forum Iulium Iriensium. Den Status eines Forums hatte der Ort wohl seit der Zeit des Kaisers Augustus. Der römische Gelehrte Plinius der Ältere zählte Iria zu den bedeutenderen Oppida der neunten augusteischen Region Italiens. Wann es zur Colonia erhoben wurde, ist unbekannt. Nach dem Niedergang des Römischen Reichs scheint Iria zu einem Vicus herabgesunken zu sein. Aus der im frühen Mittelalter für den Ort gebräuchlichen Bezeichnung Vicus Iria leitete sich die im etwas späteren Mittelalter verwendete Namensform Viqueria und in der Folge der heutige Name Voghera ab.
Im 10. Jahrhundert organisierte sich das nun wieder bedeutendere Voghera als freie Kommune und stellte sich auf die Seite des Kaisers. In den Kämpfen der damaligen Zeit erlitt die Stadt öfters Verwüstungen. Ihre Beziehungen zu den Nachbargemeinden Pavia und Tortona gestalteten sich wechselvoll, indem sie mit ihnen während gewisser Perioden verbündet, zu anderen Zeiten aber verfeindet war. Anschließend kam Voghera unter die Herrschaft der bedeutenden italienischen Adelsfamilie der Visconti. Später stand es zunächst unter der Oberhoheit der Sforza, dann der Spanier. Durch den Wormser Vertrag kam die Stadt 1743 an das Königreich Sardinien. Diese Regelung wurde fünf Jahre später im Frieden von Aachen bestätigt. Der sardische König Karl Emanuel III. verlieh Voghera 1770 das Stadtrecht. 1800 besetzten französische Truppen Napoleons die Stadt, die zunächst dem Département Marengo und 1805 dem Département Genua zugeschlagen wurde. Nach der französischen Niederlage 1814 eroberten die Österreicher die Stadt und gaben sie dem Haus Savoyen zurück.  Im 19. Jahrhundert fand eine Umwandlung der 1372 von Galeazzo II. Visconti angelegten Festungswerke in schöne Alleen statt. Nach der 1860 erfolgten Gründung des Königreichs Italien wurde die Stadt Teil der Provinz Pavia. Am 9. Oktober 1928 richtete ein Erdbeben in Voghera große Schäden an. Es erlitt auch im Zweiten Weltkrieg infolge von Bombardierungen schwere Verwüstungen. Ein Eisenbahnunfall, der sich hier am 31. Mai 1962 ereignete, kostete 64 Menschen das Leben.

## Popkulturelle Referenz
Der italienische Begriff "Hausfrau von Voghera" (casalinga di Voghera) wird in den Medien, im politischen Diskurs und sogar im allgemeinen kolloquialen Sprachgebrauch häufig verwendet, um eine stereotype Durchschnittsperson aus der unteren Mittelschicht, einen Wähler oder Wählerin oder einen durchschnittlichen Verbraucher zu bezeichnen. Es handelt sich dabei in aller Regel nicht um einen abwertenden Begriff, sondern um eine Durchschnittsperson, die – obwohl sie in allen Metaphern als nicht sehr gebildet oder anspruchsvoll gilt – mit harter Arbeit und Selbstaufopferung versucht, eine Familie so gut wie möglich großzuziehen. Deutsche Entsprechungen sind etwa Otto Normalverbraucher, Lieschen Müller, Max Mustermann, Hinz und Kunz oder Krethi und Plethi.

## Söhne und Töchter der Stadt
- Federico Momo (1878–1958), Radrennfahrer
- Carlo Maserati (1881–1910), Ingenieur, Motorrad- und Automobilrennfahrer
- Umberto Cisotti (1882–1946), Mathematiker, Ingenieur und Physiker
- Bindo Maserati (1883–1980), Ingenieur, Unternehmer und Automobilrennfahrer
- Alfieri Maserati (1887–1932), Automobilingenieur und -rennfahrer
- Luigi Lucotti (1893–1980), Radrennfahrer
- Ettore Maserati (1894–1990), Ingenieur und Unternehmer
- Ambrogio Casati (1897–1977), Maler und Bildhauer
- Ernesto Maserati (1898–1975), Automobilrennfahrer, Ingenieur und Unternehmer
- Gian Giacomo Dalmasso (1907–1981), Comicautor
- Rosa Del Conte (1907–2011), Romanistin
- Carlo Bandirola (1915–1981), Motorradrennfahrer
- Sandro Bolchi (1924–2005), Filmschaffender
- Valentino Garavani (* 1932), Modeschöpfer
- Nora Orlandi (1933–2025), Pianistin, Violinistin, Sopranistin, Komponistin
- Giancarlo Dellagiovanna (* 1961), Erzbischof und Diplomat des Heiligen Stuhls
- Alessandro Calvi (* 1983), Schwimmer